# CTAS
CTAS（Canadian Triage and Acuity Scale）は、カナダで10年以上の開発・運用実績のある救急外来での救急外来患者緊急度判定（トリアージ）システムである。欧米では、従来、戦争や災害時の医療で用いられてきたトリアージの概念を、一般の救急医療、救急外来における患者緊急度判定に導入する研究が先行しておりカナダやアメリカでは実際に運用されている。カナダではこの問題に先進的に取り組んでいて、病院外来の患者緊急度判定システムCTAS（Canadian Triage & Acuity Scale）の開発と運用を行っている。カナダではインターネットで住民に公開されており、患者のサイドでも本システムを利用することが可能である。

## JTASプロジェクト
JTASプロジェクトは日本臨床救急医学会JTAS委員会が推進するプロジェクトで、1）冊子体とネット版でのCTAS翻訳版の刊行、2）CTASプロバイダマニュアルの翻訳出版、3）CTASプロバイダーコース（直訳版）の開催、を進め、2012年4月にJTASを完成させることを目標としたプロジェクト全体をさす。